# Édifice Marie-Guyart
Das Édifice Marie-Guyart (auch Complexe G genannt) ist ein Hochhaus in der kanadischen Stadt Québec. Es steht auf dem Colline parlementaire im Stadtbezirk La Cité-Limoilou. Mit 132 Metern ist es das höchste Gebäude der Stadt. Das quaderförmige Betongebäude im brutalistischen Stil wurde 1972 nach fünfjähriger Bauzeit fertiggestellt und trägt auf dem Dach eine 44,5 m hohe Antenne. Im obersten der 31 Stockwerke befindet sich eine öffentliche zugängliche Aussichtsplattform. Nutzer des Gebäudes sind zwei Ministerien der Provinz Québec.

## Geschichte
Als Folge der Stillen Revolution in den 1960er Jahren weitete die Provinzregierung Québecs ihre Aufgabenbereiche in kurzer Zeit markant aus, was eine erhöhte Nachfrage nach Büroräumlichkeiten im Stadtzentrum nach sich zog. 1961 wurde eine städtische Raumplanungskommission gegründet. Diese präsentierte zwei Jahre später einen ambitionierten Flächennutzungsplan für ein Verwaltungsviertel rund um das Parlamentsgebäude. Die geplanten Gebäude kennzeichnete man mit Buchstaben (daher der Name Complexe G). Die erste, im Jahr 1965 vorgestellte Version des Cemplexe G umfasste vier Hochhäuser mit 22 bis 25 Stockwerken. Diese hätten zweieinhalb Mal so viel Bürofläche geboten wie später tatsächlich zur Verfügung stand.
Die Bauarbeiten am heute bestehenden Hochhaus begannen 1967 und waren 1972 abgeschlossen. Zwischen diesem und dem Grand Théâtre de Québec waren im Jahr 1969 zwei weitere Hochhäuser vorgesehen. Die bestehenden Gebäude auf dem Gelände wurden erworben und abgebrochen, die zwei zusätzlichen Hochhäuser sind jedoch bis heute nie errichtet worden. Der Complexe G erhielt 1989 den neuen offiziellen Namen Édifice Marie-Guyart, zu Ehren von Marie de l’Incarnation (Marie Guyart), der Begründerin des Ursulinenordens in Neufrankreich. Heutige Nutzer des Édifice Marie-Guyart sind das Ministerium für Bildung, Freizeit und Sport sowie das Ministerium für nachhaltige Entwicklung und Umweltschutz mit zusammen rund 4.500 Arbeitsplätzen.

## Aussichtsplattform
Zuoberst im 31. Stockwerk befindet sich seit 1998 eine Aussichtsplattform, das Observatoire de la Capitale. Auf einer Höhe von 221 Metern über Meer präsentiert sich den Besuchern ein 360°-Panorama über die Stadt und die Umgebung, mit Blick auf die Ausläufer der Appalachen, die Gipfel der Laurentinischen Berge und die Île d’Orléans.

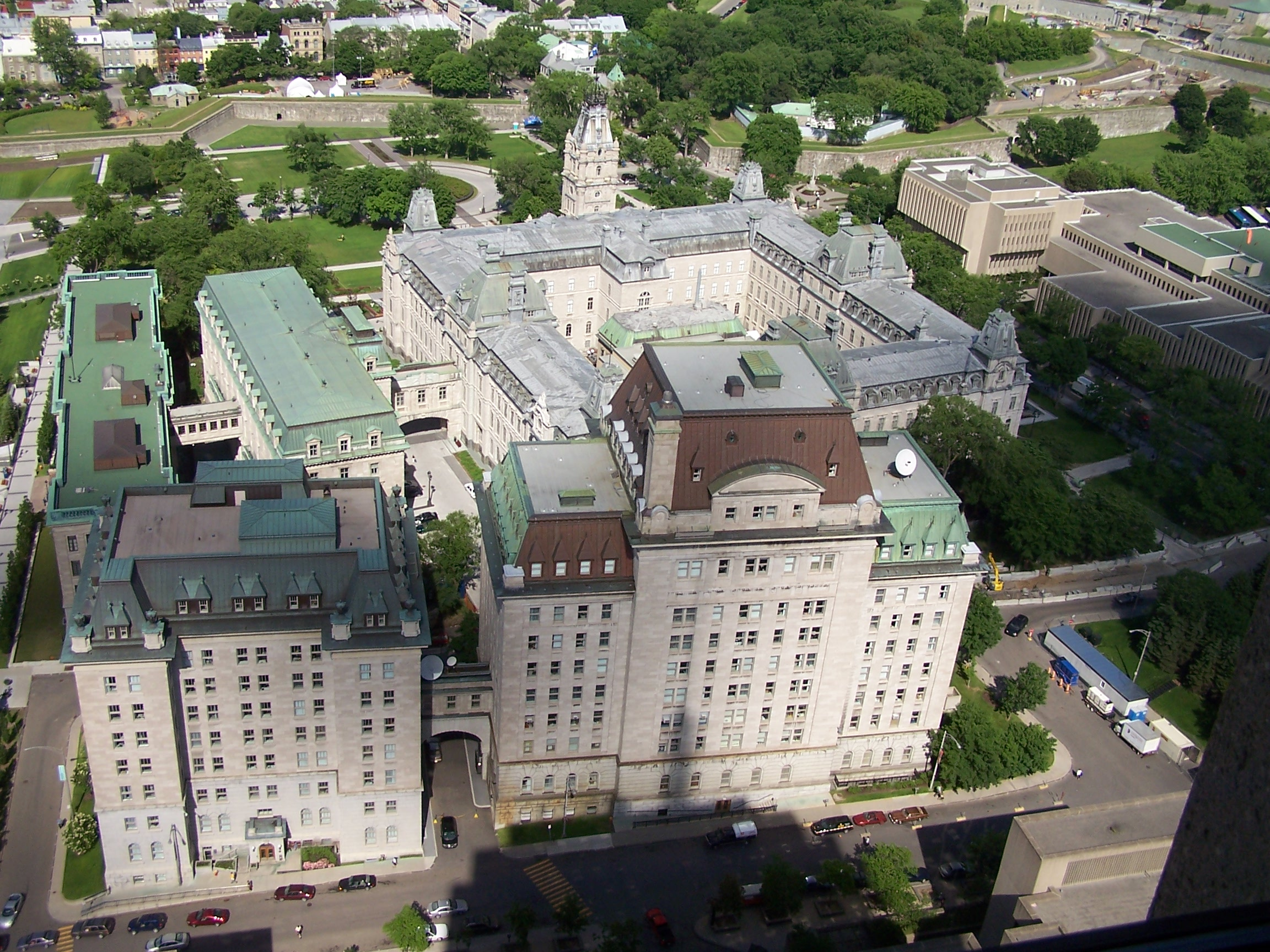
Aussicht auf das Parlamentsgebäude
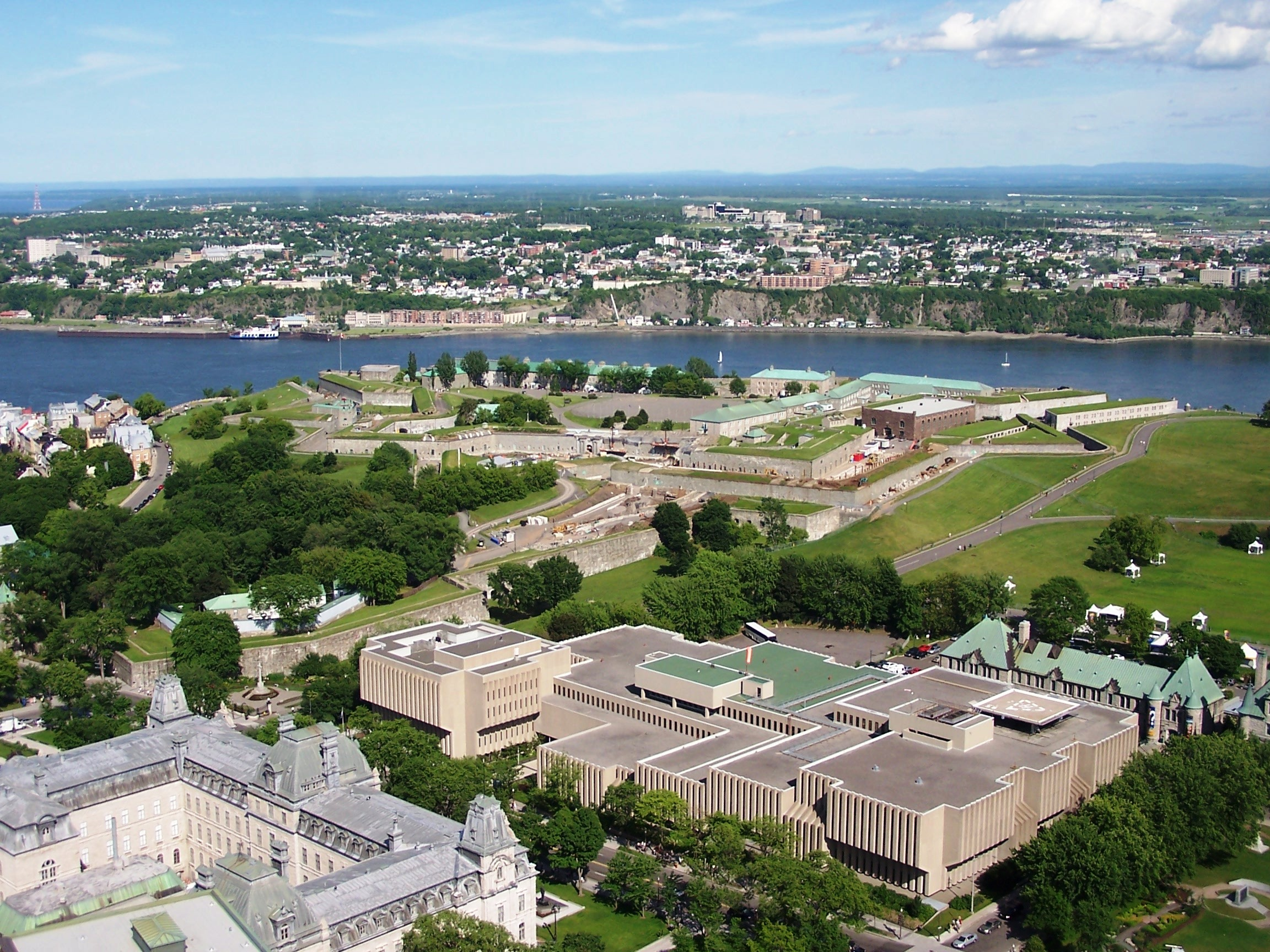
Aussicht auf die Zitadelle von Québec
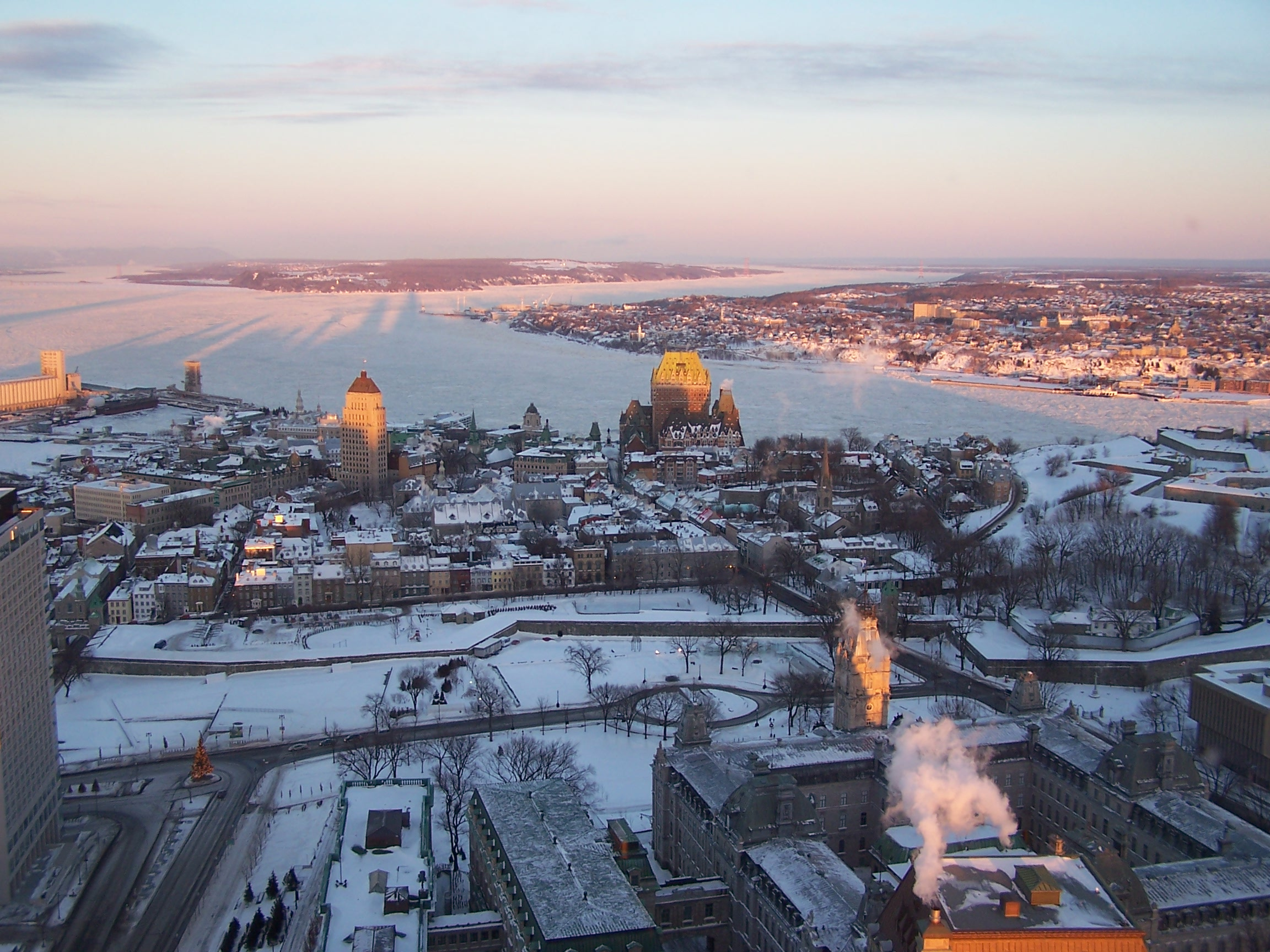
Aussicht auf die Altstadt im Winter
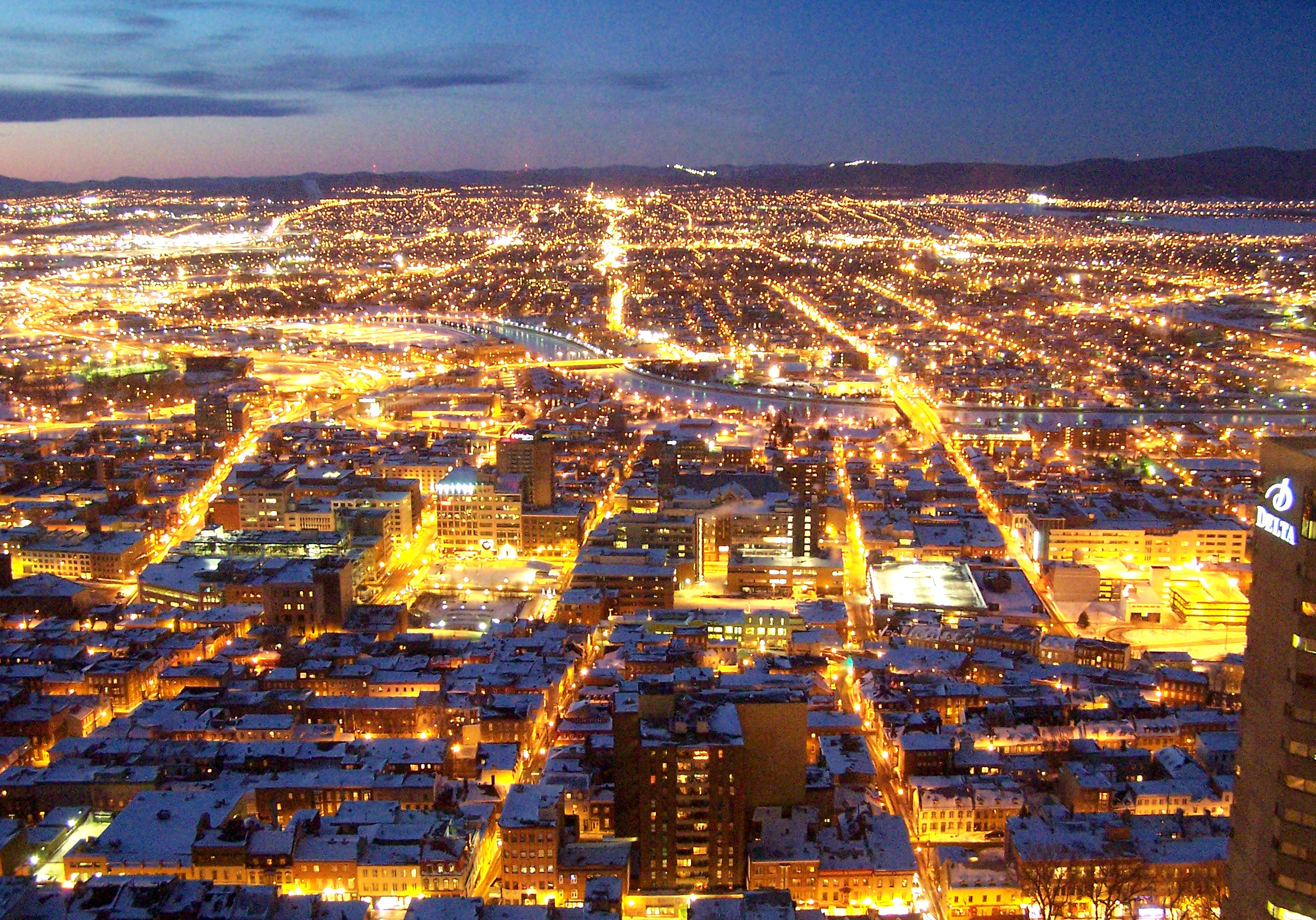
Nächtliche Aussicht in Richtung Norden